# Tornei di tennis maschili nel 1919
Prima della nascita della cosiddetta "Era Open" del tennis, ossia l'apertura ai tennisti professionisti degli eventi più importanti, tutti i tornei erano riservati ad atleti dilettanti. Nel 1919 tutti i tornei erano amatoriali, tra questi c'erano i tornei del Grande Slam:gli Australian Championships, il Torneo di Wimbledon, e gli U.S. National Championships.

## Calendario

### Gennaio
| Settimana  | Torneo                                                               | Vincitore                                      | Finalista                  | Semifinalisti | Eliminati ai quarti |
| ---------- | -------------------------------------------------------------------- | ---------------------------------------------- | -------------------------- | ------------- | ------------------- |
| 24 gennaio | Australasian Championships 1919 Sydney, Australia Singolare - Doppio | Algernon Kingscote 6-4 6-0 6-3                 | Eric Pockley               |               |                     |
| 24 gennaio | Australasian Championships 1919 Sydney, Australia Singolare - Doppio | Pat O'Hara Wood Ron Thomas 7-5 6-1 7-9 3-6 6-3 | James Anderson Arthur Lowe |               |                     |

### Febbraio
Nessun torneo

### Marzo
| Settimana | Torneo                                                                                           | Vincitore                           | Finalista                 | Semifinalisti | Eliminati ai quarti |
| --------- | ------------------------------------------------------------------------------------------------ | ----------------------------------- | ------------------------- | ------------- | ------------------- |
| Marzo     | New South Wales Hard Court Championships 1919 Dubbo, Australia Singolare - Doppio                | Henry Marsh                         | non conosciuta (bandiera) |               |                     |
| Marzo     | New South Wales Hard Court Championships 1919 Dubbo, Australia Singolare - Doppio                |                                     |                           |               |                     |
| 1º marzo  | Middle States Covered Court Championships 1919 Filadelfia, USA Parquet indoor Singolare - Doppio | Bill Tilden 4-6 6-3 5-7 6-2 7-5     | Vincent Richards          |               |                     |
| 1º marzo  | Middle States Covered Court Championships 1919 Filadelfia, USA Parquet indoor Singolare - Doppio |                                     |                           |               |                     |
| 2 marzo   | Carlton Club Championships 1919 Cannes, Francia Singolare - Doppio                               | Douglas S. Watters walkover         | Max Décugis               |               |                     |
| 2 marzo   | Carlton Club Championships 1919 Cannes, Francia Singolare - Doppio                               |                                     |                           |               |                     |
| 3 marzo   | Monte Carlo Cup 1919 Monte Carlo, Monte Carlo Singolare - Doppio                                 | Nicolas Mishu 6-2 6-0               | Max Décugis               |               |                     |
| 3 marzo   | Monte Carlo Cup 1919 Monte Carlo, Monte Carlo Singolare - Doppio                                 |                                     |                           |               |                     |
| 9 marzo   | Florida State Championships 1919 Palm Beach, USA Singolare - Doppio                              | Fred Harris 6-3 4-6 6-1 6-1         | Craig Biddle              |               |                     |
| 9 marzo   | Florida State Championships 1919 Palm Beach, USA Singolare - Doppio                              |                                     |                           |               |                     |
| 11 marzo  | Riviera Championships 1919 Mentone, Francia Singolare - Doppio                                   | Nicolas Mishu 6-3 6-2 10-12 2-6 7-5 | Max Décugis               |               |                     |
| 11 marzo  | Riviera Championships 1919 Mentone, Francia Singolare - Doppio                                   |                                     |                           |               |                     |
| 17 marzo  | South of France Championships 1919 Nizza, Francia Singolare - Doppio                             | Max Décugis 6-3 6-2 6-1             | Nicolas Mishu             |               |                     |
| 17 marzo  | South of France Championships 1919 Nizza, Francia Singolare - Doppio                             | Max Décugis G. Mansel               |                           |               |                     |
| 22 marzo  | South Australian Championships 1919 Adelaide, Australia Singolare - Doppio                       | Roy Taylor 6-1, 6-2, 6-1            | Ashley Campbell           |               |                     |
| 22 marzo  | South Australian Championships 1919 Adelaide, Australia Singolare - Doppio                       |                                     |                           |               |                     |
| 25 marzo  | Cannes Championships 1919 Cannes, Francia Singolare - Doppio                                     | Nicolas Mishu 6-8 6-4 4-6 6-3 6-0   | Max Décugis               |               |                     |
| 25 marzo  | Cannes Championships 1919 Cannes, Francia Singolare - Doppio                                     |                                     |                           |               |                     |

### Aprile
| Settimana | Torneo                                                                                | Vincitore                                    | Finalista                            | Semifinalisti | Eliminati ai quarti |
| --------- | ------------------------------------------------------------------------------------- | -------------------------------------------- | ------------------------------------ | ------------- | ------------------- |
| 5 aprile  | US Indoors 1919 New York, USA Singolare - Doppio                                      | Vincent Richards 3-6 6-3 6-8 6-1 6-4         | Bill Tilden                          |               |                     |
| 5 aprile  | US Indoors 1919 New York, USA Singolare - Doppio                                      |                                              |                                      |               |                     |
| 7 aprile  | British Covered Court Championships 1919 Londra, Gran Bretagna Singolare - Doppio     | Percival Davson 6-2 6-3 8-6                  | Josiah Ritchie                       |               |                     |
| 7 aprile  | British Covered Court Championships 1919 Londra, Gran Bretagna Singolare - Doppio     |                                              |                                      |               |                     |
| 12 aprile | North & South Championships 1919 Pinehurst, USA Singolare - Doppio                    | Ichiya Kumagae 1-6 6-2 6-3 6-4               | Bill Tilden                          |               |                     |
| 12 aprile | North & South Championships 1919 Pinehurst, USA Singolare - Doppio                    | Bill Tilden Vincent Richards 6-3 7-5 1-6 6-3 | Ichiya Kumagae Samuel Howard Voshell |               |                     |
| 19 aprile | Roehampton Hard Court Championships 1919 Roehampton, Gran Bretagna Singolare - Doppio | Gerald Patterson 6-3 7-5 6-3                 | George Henry Dodd                    |               |                     |
| 19 aprile | Roehampton Hard Court Championships 1919 Roehampton, Gran Bretagna Singolare - Doppio |                                              |                                      |               |                     |

### Maggio
| Settimana | Torneo                                                                       | Vincitore                    | Finalista                 | Semifinalisti | Eliminati ai quarti |
| --------- | ---------------------------------------------------------------------------- | ---------------------------- | ------------------------- | ------------- | ------------------- |
| Maggio    | Southern California Championships 1919 Los Angeles, USA Singolare - Doppio   | Howard Kinsey                | non conosciuta (bandiera) |               |                     |
| Maggio    | Southern California Championships 1919 Los Angeles, USA Singolare - Doppio   |                              |                           |               |                     |
| 19 maggio | Surrey Championships 1919 Surbiton, Gran Bretagna Singolare - Doppio         | Gerald Patterson 6-2 6-3 6-2 | Herbert Roper Barrett     |               |                     |
| 19 maggio | Surrey Championships 1919 Surbiton, Gran Bretagna Singolare - Doppio         |                              |                           |               |                     |
| 19 maggio | Harlem Tennis Club Championships 1919 New York, USA Singolare - Doppio       | Bill Tilden 6-4 6-4 6-4      | Ichiya Kumagae            |               |                     |
| 19 maggio | Harlem Tennis Club Championships 1919 New York, USA Singolare - Doppio       |                              |                           |               |                     |
| 31 maggio | Amackassin Club Championships 1919 New York, USA Singolare - Doppio          | Ichiya Kumagae 6-2 6-2 6-1   | Samuel Howard Voshell     |               |                     |
| 31 maggio | Amackassin Club Championships 1919 New York, USA Singolare - Doppio          |                              |                           |               |                     |
| 31 maggio | Middlesex Championships 1919 Chiswick Park, Gran Bretagna Singolare - Doppio | Louis Raymond 6-2 6-1 6-2    | Brian Norton              |               |                     |
| 31 maggio | Middlesex Championships 1919 Chiswick Park, Gran Bretagna Singolare - Doppio |                              |                           |               |                     |

### Giugno
| Settimana | Torneo                                                                             | Vincitore                                            | Finalista                                                  | Semifinalisti              | Eliminati ai quarti |
| --------- | ---------------------------------------------------------------------------------- | ---------------------------------------------------- | ---------------------------------------------------------- | -------------------------- | ------------------- |
| 1º giugno | Plymouth Cup 1919 Plymouth, USA Erba Singolare - Doppio                            | Bill Tilden 6-1 4-6 6-4 6-4                          | Wallace Ford Johnson                                       |                            |                     |
| 1º giugno | Plymouth Cup 1919 Plymouth, USA Erba Singolare - Doppio                            | Bill Tilden Rodney Beck 8-6 6-3 6-1                  | Carlton Shafer T.N. Smith                                  |                            |                     |
| 2 giugno  | Quaker Ridge Championships 1919 New York, USA Singolare - Doppio                   | Ingo Hartman 6-4 5-7 6-4 7-9 6-4                     | Francis Townsend Hunter                                    |                            |                     |
| 2 giugno  | Quaker Ridge Championships 1919 New York, USA Singolare - Doppio                   |                                                      |                                                            |                            |                     |
| 2 giugno  | North London Championships 1919 Londra, Gran Bretagna Singolare - Doppio           | William Alfred Ingram 4-6 9-7 6-0 ritiro             | Herbert Roper Barrett                                      |                            |                     |
| 2 giugno  | North London Championships 1919 Londra, Gran Bretagna Singolare - Doppio           |                                                      |                                                            |                            |                     |
| 3 giugno  | Northern Championships 1919 Manchester, Gran Bretagna Singolare - Doppio           | James Cecil Parke 0-6 6-3 9-7 6-0                    | George Henry Dodd                                          |                            |                     |
| 3 giugno  | Northern Championships 1919 Manchester, Gran Bretagna Singolare - Doppio           |                                                      |                                                            |                            |                     |
| 8 giugno  | New Jersey State Championships 1919 Montclair, USA Singolare - Doppio              | Harold Throckmorton 6-2 6-0 8-10 3-6 6-3             | Peter Ball                                                 | P.L. Kynaston Cedric Major |                     |
| 8 giugno  | New Jersey State Championships 1919 Montclair, USA Singolare - Doppio              |                                                      |                                                            | P.L. Kynaston Cedric Major |                     |
| 9 giugno  | Metropolitan Grass Court Championships 1919 New York, USA Singolare - Doppio       | Samuel Howard Voshell                                | non conosciuta (bandiera)                                  |                            |                     |
| 9 giugno  | Metropolitan Grass Court Championships 1919 New York, USA Singolare - Doppio       |                                                      |                                                            |                            |                     |
| 14 giugno | Kent Championships 1919 Beckenham, Gran Bretagna Singolare - Doppio                | Algernon Kingscote 4-6 6-4 9-7 3-6 6-2               | Francis Marion Bates Fisher                                |                            |                     |
| 14 giugno | Kent Championships 1919 Beckenham, Gran Bretagna Singolare - Doppio                |                                                      |                                                            |                            |                     |
| 16 giugno | Bronx County Championships 1919 New York, USA Singolare - Doppio                   | Samuel Howard Voshell 6-0 6-3 4-6 6-1                | Harold Throckmorton                                        |                            |                     |
| 16 giugno | Bronx County Championships 1919 New York, USA Singolare - Doppio                   |                                                      |                                                            |                            |                     |
| 16 giugno | Queen's Club Championships 1919 Londra, Gran Bretagna Singolare - Doppio           | Pat O'Hara Wood 6-4 6-0 2-6 7-5                      | Louis Raymond                                              |                            |                     |
| 16 giugno | Queen's Club Championships 1919 Londra, Gran Bretagna Singolare - Doppio           |                                                      |                                                            |                            |                     |
| 18 giugno | Pennsylvania Lawn Tennis Championship 1919 Filadelfia, USA Erba Singolare - Doppio | Bill Tilden 6-4 4-6 6-3 6-8 6-2                      | Wallace Ford Johnson                                       |                            |                     |
| 18 giugno | Pennsylvania Lawn Tennis Championship 1919 Filadelfia, USA Erba Singolare - Doppio | Torneo non completato                                | Bill Tilden Carl Fischer Wallace Ford Johnson Craig Biddle |                            |                     |
| 22 giugno | Brooklyn Championships 1919 New York, USA Singolare - Doppio                       | Ichiya Kumagae 10-8 6-1 6-3                          | Samuel Howard Voshell                                      |                            |                     |
| 22 giugno | Brooklyn Championships 1919 New York, USA Singolare - Doppio                       |                                                      |                                                            |                            |                     |
| 28 giugno | Delaware State Championships 1919 Wilmington, USA Singolare - Doppio               | Bill Tilden 6-1 6-3 6-1                              | Richard Norris Williams                                    |                            |                     |
| 28 giugno | Delaware State Championships 1919 Wilmington, USA Singolare - Doppio               |                                                      |                                                            |                            |                     |
| 29 giugno | Pacific Coast Championships 1919 Berkeley, USA Singolare - Doppio                  | Bill Johnston 6-2 6-4 6-2                            | Roland Roberts                                             |                            |                     |
| 29 giugno | Pacific Coast Championships 1919 Berkeley, USA Singolare - Doppio                  |                                                      |                                                            |                            |                     |
| 29 giugno | Middle States Championships 1919 Filadelfia, USA Erba Singolare - Doppio           | Walter Merrill Hall 4-6, 6-3, 6-2, 4-6, 6-2          | Leonard A. Beekman                                         |                            |                     |
| 29 giugno | Middle States Championships 1919 Filadelfia, USA Erba Singolare - Doppio           |                                                      |                                                            |                            |                     |
| 30 giugno | Long Island State Championships 1919 Woodmere, USA Singolare - Doppio              | Samuel Howard Voshell 6-3 6-4 6-3                    | Frederick Anderson                                         |                            |                     |
| 30 giugno | Long Island State Championships 1919 Woodmere, USA Singolare - Doppio              | Samuel Howard Voshell Frederick Anderson 6-3 6-0 6-4 | R.J. Gatcomb E.W. Davenport                                |                            |                     |

### Luglio
| Settimana  | Torneo                                                                                            | Vincitore                                                   | Finalista                          | Semifinalisti | Eliminati ai quarti |
| ---------- | ------------------------------------------------------------------------------------------------- | ----------------------------------------------------------- | ---------------------------------- | ------------- | ------------------- |
| Luglio     | Canadian Championships 1919 Vancouver, Canada Singolare - Doppio                                  | Seiichiro Kashio 3-6 6-3 6-1 11-9                           | Walter K. Wesbrook                 |               |                     |
| Luglio     | Canadian Championships 1919 Vancouver, Canada Singolare - Doppio                                  | Paul Bennett George Holmes 6-8 9-7 7-5                      | Walter K. Wesbrook Robert L. James |               |                     |
| 5 luglio   | North Side Championships 1919 University Heights, USA Singolare - Doppio                          | Elliott H. Binzen 6-2 9-7 6-4                               | Henry Bassford                     |               |                     |
| 5 luglio   | North Side Championships 1919 University Heights, USA Singolare - Doppio                          |                                                             |                                    |               |                     |
| 5 luglio   | Nassau Bowl 1919 Glen Cove, USA Singolare - Doppio                                                | Walter Merrill Hall 6-2 6-2 6-2                             | Theodore Roosevelt Pell            |               |                     |
| 5 luglio   | Nassau Bowl 1919 Glen Cove, USA Singolare - Doppio                                                |                                                             |                                    |               |                     |
| 7 luglio   | Roehampton Grass Court Championships 1919 Roehampton, Gran Bretagna Singolare - Doppio            | Francis Marion Bates Fisher Josiah Ritchie titolo condiviso |                                    |               |                     |
| 7 luglio   | Roehampton Grass Court Championships 1919 Roehampton, Gran Bretagna Singolare - Doppio            |                                                             |                                    |               |                     |
| 8 luglio   | Torneo di Wimbledon 1919 Londra, Gran Bretagna Singolare - Doppio                                 | Gerald Patterson 6-3 7-5 6-2                                | Norman Brookes                     |               |                     |
| 8 luglio   | Torneo di Wimbledon 1919 Londra, Gran Bretagna Singolare - Doppio                                 | Ron Thomas Pat O'Hara Wood 6-4 6-2 4-6 6-2                  | Rodney Heath Randolph Lycett       |               |                     |
| 9 luglio   | Torneo di Warwick 1919 Warwick, Gran Bretagna Singolare - Doppio                                  | Pat O'Hara Wood 3-6 6-3 6-4                                 | Stanley Norwood Doust              |               |                     |
| 9 luglio   | Torneo di Warwick 1919 Warwick, Gran Bretagna Singolare - Doppio                                  |                                                             |                                    |               |                     |
| 10 luglio  | Torneo di Leicester 1919 Leicester, Gran Bretagna Singolare - Doppio                              | Arthur Gore 6-2 6-2 6-4                                     | George Fletcher                    |               |                     |
| 10 luglio  | Torneo di Leicester 1919 Leicester, Gran Bretagna Singolare - Doppio                              |                                                             |                                    |               |                     |
| 10 luglio  | Western Pennsylvania Clay Court Championships 1919 Pittsburgh, USA Terra rossa Singolare - Doppio | Bill Tilden 6-4 6-3 3-6-1                                   | Vincent Richards                   |               |                     |
| 10 luglio  | Western Pennsylvania Clay Court Championships 1919 Pittsburgh, USA Terra rossa Singolare - Doppio | T.C. Ward Percy Siverd 6-2 6-4                              | Bill Tilden Leonard Reed           |               |                     |
| 13 luglio  | Eastern New York Clay Court Championships 1919 Mount Pleasant, USA Singolare - Doppio             | Francis Townsend Hunter 2-6 6-4 7-5 6-4                     | Harold Throckmorton                |               |                     |
| 13 luglio  | Eastern New York Clay Court Championships 1919 Mount Pleasant, USA Singolare - Doppio             | Francis Townsend Hunter A.J. Ostendorf 6-4 4-6 6-3 6-2      | Alex Her Leon Croley               |               |                     |
| 14 luglio  | Torneo di Norwood 1919 Norwood New Town, Gran Bretagna Singolare - Doppio                         | William Alfred Ingram 7-9 6-4 6-1                           | Francis Marion Bates Fisher        |               |                     |
| 14 luglio  | Torneo di Norwood 1919 Norwood New Town, Gran Bretagna Singolare - Doppio                         |                                                             |                                    |               |                     |
| 1-6 luglio | Nottinghamshire Championships 1919 Nottingham, Gran Bretagna Singolare - Doppio                   | Pat O'Hara Wood 7-5 6-2                                     | Stanley Norwood Doust              |               |                     |
| 1-6 luglio | Nottinghamshire Championships 1919 Nottingham, Gran Bretagna Singolare - Doppio                   |                                                             |                                    |               |                     |
| 19 luglio  | U.S. Men's Clay Court Championships 1919 Chicago, USA Singolare - Doppio                          | Bill Johnston 6-0 6-1 4-6 6-2                               | Bill Tilden                        |               |                     |
| 19 luglio  | U.S. Men's Clay Court Championships 1919 Chicago, USA Singolare - Doppio                          |                                                             |                                    |               |                     |
| 20 luglio  | New York State Championships 1919 Utica, USA Singolare - Doppio                                   | Ichiya Kumagae 6-3 6-1 6-1                                  | Chuck Garland                      |               |                     |
| 20 luglio  | New York State Championships 1919 Utica, USA Singolare - Doppio                                   | Chuck Garland C.J. Griffin 6-2 7-5 3-6 6-3                  | Frederick Anderson Frank Anderson  |               |                     |
| 20 luglio  | Irish Championships 1919 Dublino, Irlanda Singolare - Doppio                                      | Cecil Campbell 6-1 6-3 6-3                                  | Valentine Miley                    |               |                     |
| 20 luglio  | Irish Championships 1919 Dublino, Irlanda Singolare - Doppio                                      |                                                             |                                    |               |                     |
| 22 luglio  | Torneo di Frinton-on-Sea 1919 Frinton-on-Sea, Gran Bretagna Singolare - Doppio                    | Francis Marion Bates Fisher 6-3 6-4                         | Ireland                            |               |                     |
| 22 luglio  | Torneo di Frinton-on-Sea 1919 Frinton-on-Sea, Gran Bretagna Singolare - Doppio                    |                                                             |                                    |               |                     |
| 23 luglio  | Midland Counties Championships 1919 Edgbaston, Gran Bretagna Singolare - Doppio                   | Stanley Norwood Doust 6-4 6-4                               | Pat O'Hara Wood                    |               |                     |
| 23 luglio  | Midland Counties Championships 1919 Edgbaston, Gran Bretagna Singolare - Doppio                   |                                                             |                                    |               |                     |
| 27 luglio  | Northwestern Championships 1919 Seattle, USA Singolare - Doppio                                   | Bill Johnston 6-3 6-3 6-3                                   | Philipp Brown                      |               |                     |
| 27 luglio  | Northwestern Championships 1919 Seattle, USA Singolare - Doppio                                   |                                                             |                                    |               |                     |
| 28 luglio  | Northumberland Championships 1919 Newcastle upon Tyne, Gran Bretagna Singolare - Doppio           | Pat O'Hara Wood walkover                                    | Stanley Norwood Doust              |               |                     |
| 28 luglio  | Northumberland Championships 1919 Newcastle upon Tyne, Gran Bretagna Singolare - Doppio           |                                                             |                                    |               |                     |
| 31 luglio  | Longwood Bowl 1919 Brookline, USA Singolare - Doppio                                              | Bill Johnston 6-3 6-3 6-4                                   | Richard Norris Williams            |               |                     |
| 31 luglio  | Longwood Bowl 1919 Brookline, USA Singolare - Doppio                                              | Richard Norris Williams Watson Washburn 6-1 6-3 6-2         | Craig Biddle Chuck Garland         |               |                     |

### Agosto
| Settimana | Torneo                                                                             | Vincitore                                       | Finalista                      | Semifinalisti | Eliminati ai quarti |
| --------- | ---------------------------------------------------------------------------------- | ----------------------------------------------- | ------------------------------ | ------------- | ------------------- |
| Agosto    | Tri-State Championships 1919 Cincinnati, USA Singolare - Doppio                    | Frederick Ellison Bastian 2-6 6-4 6-1 6-4       | John Hennessey                 |               |                     |
| Agosto    | Tri-State Championships 1919 Cincinnati, USA Singolare - Doppio                    | Paul Vories Alfred Weller 6-4 2-6 3-6 6-2 8-6   | Fritz Bastian Albrecht Kipp    |               |                     |
| Agosto    | Queensland Championships 1919 Brisbane, Australia Singolare - Doppio               | Bert St John                                    | non conosciuta (bandiera)      |               |                     |
| Agosto    | Queensland Championships 1919 Brisbane, Australia Singolare - Doppio               |                                                 |                                |               |                     |
| Agosto    | Hampshire Championships 1919 Bournemouth, Gran Bretagna Singolare - Doppio         | Francis Marion Bates Fisher 6-3 7-5             | Charles Raymond Davys Tuckey   |               |                     |
| Agosto    | Hampshire Championships 1919 Bournemouth, Gran Bretagna Singolare - Doppio         |                                                 |                                |               |                     |
| 1º agosto | Seabright Invitational 1919 Seabright, USA Singolare - Doppio                      | Bill Tilden 6-3 3-6 6-2 6-1                     | Leonard Beekman                |               |                     |
| 1º agosto | Seabright Invitational 1919 Seabright, USA Singolare - Doppio                      |                                                 |                                |               |                     |
| 1º agosto | Torneo di Ilkley 1919 Ilkley, Gran Bretagna Singolare - Doppio                     | Josiah Ritchie 6-2 6-1                          | Samuel Ernest Charlton         |               |                     |
| 1º agosto | Torneo di Ilkley 1919 Ilkley, Gran Bretagna Singolare - Doppio                     |                                                 |                                |               |                     |
| 4 agosto  | Suffolk Championships 1919 Saxmundham, Gran Bretagna Singolare - Doppio            | Herbert Roper Barrett 6-2 6-2                   | Frank H. Jarvis                |               |                     |
| 4 agosto  | Suffolk Championships 1919 Saxmundham, Gran Bretagna Singolare - Doppio            |                                                 |                                |               |                     |
| 9 agosto  | Newport Casino Trophy 1919 Newport, USA Erba Singolare - Doppio                    | Bill Tilden 7-5 8-6 6-1                         | Bill Johnston                  |               |                     |
| 9 agosto  | Newport Casino Trophy 1919 Newport, USA Erba Singolare - Doppio                    | Norman Brookes Gerald Patterson 6-1 6-3 3-6 7-5 | Vincent Richards Bill Johnston |               |                     |
| 11 agosto | Isle of Wight Ventnor Championships 1919 Ventnor, Gran Bretagna Singolare - Doppio | Alfred Beamish 6-1 6-4                          | Scotter Owen                   |               |                     |
| 11 agosto | Isle of Wight Ventnor Championships 1919 Ventnor, Gran Bretagna Singolare - Doppio |                                                 |                                |               |                     |
| 11 agosto | East of England Championships 1919 Felixstowe, Gran Bretagna Singolare - Doppio    | Leonard Lyle 6-4 6-2 6-3                        | B.E. Henty                     |               |                     |
| 11 agosto | East of England Championships 1919 Felixstowe, Gran Bretagna Singolare - Doppio    |                                                 |                                |               |                     |
| 16 agosto | Worthing Autumn Meeting 1919 Worthing, Gran Bretagna Singolare - Doppio            | Leighton Crawford 6-8 3-6 7-5 6-4 ritiro        | Charles Dixon                  |               |                     |
| 16 agosto | Worthing Autumn Meeting 1919 Worthing, Gran Bretagna Singolare - Doppio            |                                                 |                                |               |                     |
| 16 agosto | Norfolk Championships 1919 Cromer, Gran Bretagna Singolare - Doppio                | William Alfred Ingram 6-3 6-1 6-1 1-0 ritiro    | O.C. Johnson                   |               |                     |
| 16 agosto | Norfolk Championships 1919 Cromer, Gran Bretagna Singolare - Doppio                |                                                 |                                |               |                     |
| 16 agosto | Derbyshire Championships 1919 Buxton, Gran Bretagna Singolare - Doppio             | Louis Raymond 6-4 6-4 8-6                       | Brian Norton                   |               |                     |
| 16 agosto | Derbyshire Championships 1919 Buxton, Gran Bretagna Singolare - Doppio             |                                                 |                                |               |                     |
| 18 agosto | North of England Championships 1919 Scarborough, Gran Bretagna Singolare - Doppio  | Pat O'Hara Wood 4-6 6-2 6-1 10-8                | Brian Norton                   |               |                     |
| 18 agosto | North of England Championships 1919 Scarborough, Gran Bretagna Singolare - Doppio  |                                                 |                                |               |                     |
| 18 agosto | Cinque Ports Championships 1919 Folkestone, Gran Bretagna Singolare - Doppio       | Theodore Michel Mavrogordato 6-1 6-1 6-0        | R.H. Hotham                    |               |                     |
| 18 agosto | Cinque Ports Championships 1919 Folkestone, Gran Bretagna Singolare - Doppio       |                                                 |                                |               |                     |
| 20 agosto | Greenwich Tennis Club Championships 1919 Greenwich, USA Singolare - Doppio         | Robert Lindley Murray 6-1 6-3 7-5               | Richard Norris Williams        |               |                     |
| 20 agosto | Greenwich Tennis Club Championships 1919 Greenwich, USA Singolare - Doppio         |                                                 |                                |               |                     |
| 23 agosto | Southampton Invitation 1919 Southampton, USA Singolare - Doppio                    | Chuck Garland 6-4 6-3 6-3                       | Willis Davis                   |               |                     |
| 23 agosto | Southampton Invitation 1919 Southampton, USA Singolare - Doppio                    |                                                 |                                |               |                     |
| 25 agosto | Torneo di Deauville 1919 Deauville, Francia Singolare - Doppio                     | André Gobert                                    | non conosciuta (bandiera)      |               |                     |
| 25 agosto | Torneo di Deauville 1919 Deauville, Francia Singolare - Doppio                     |                                                 |                                |               |                     |

### Settembre
| Settimana    | Torneo                                                                                | Vincitore                                           | Finalista                      | Semifinalisti | Eliminati ai quarti |
| ------------ | ------------------------------------------------------------------------------------- | --------------------------------------------------- | ------------------------------ | ------------- | ------------------- |
| 5 settembre  | U.S. National Championships 1919 Filadelfia, USA Singolare - Doppio                   | Bill Johnston 6-4 6-4 6-3                           | Bill Tilden                    |               |                     |
| 5 settembre  | U.S. National Championships 1919 Filadelfia, USA Singolare - Doppio                   | Norman Brookes Gerald Patterson 8-6 6-3 4-6 4-6 6-2 | Bill Tilden Vincent Richards   |               |                     |
| 8 settembre  | South of England Championships 1919 Eastbourne, Gran Bretagna Singolare - Doppio      | Theodore Michel Mavrogordato 6-3 6-2 6-4            | Nicolas Mishu                  |               |                     |
| 8 settembre  | South of England Championships 1919 Eastbourne, Gran Bretagna Singolare - Doppio      |                                                     |                                |               |                     |
| 15 settembre | Kent Coast Championships 1919 Hythe, Gran Bretagna Singolare - Doppio                 | Herbert Roper Barrett 3-6 7-5 6-3                   | Theodore Michel Mavrogordato   |               |                     |
| 15 settembre | Kent Coast Championships 1919 Hythe, Gran Bretagna Singolare - Doppio                 |                                                     |                                |               |                     |
| 15 settembre | Hurlingham Hard Court Championships 1919 Hurlingham, Gran Bretagna Singolare - Doppio | Nicolas Mishu 6-1 6-3                               | Stanley Norwood Doust          |               |                     |
| 15 settembre | Hurlingham Hard Court Championships 1919 Hurlingham, Gran Bretagna Singolare - Doppio |                                                     |                                |               |                     |
| 17 settembre | Torneo di Le Touquet 1919 Le Touquet, Francia Singolare - Doppio                      | Alfred Beamish 6-2 6-2 1-6 6-4                      | Joseph Thellier de Poncheville |               |                     |
| 17 settembre | Torneo di Le Touquet 1919 Le Touquet, Francia Singolare - Doppio                      |                                                     |                                |               |                     |
| 22 settembre | Castle Point Trophy 1919 Hoboken, USA Singolare - Doppio                              | Harold Throckmorton 6-2 6-1 6-3                     | William Rosenbaum              |               |                     |
| 22 settembre | Castle Point Trophy 1919 Hoboken, USA Singolare - Doppio                              |                                                     |                                |               |                     |
| 22 settembre | Hendon Hard Court Championships 1919 Hendon, Gran Bretagna Singolare - Doppio         | Nicolas Mishu 4-6 6-1 6-4 6-3                       | Francis Marion Bates Fisher    |               |                     |
| 22 settembre | Hendon Hard Court Championships 1919 Hendon, Gran Bretagna Singolare - Doppio         |                                                     |                                |               |                     |

### Ottobre
| Settimana  | Torneo                                                                           | Vincitore                                    | Finalista     | Semifinalisti | Eliminati ai quarti |
| ---------- | -------------------------------------------------------------------------------- | -------------------------------------------- | ------------- | ------------- | ------------------- |
| 20 ottobre | London Covered Court Championships 1919 Londra, Gran Bretagna Singolare - Doppio | Theodore Michel Mavrogordato 6-1 5-7 6-3 6-2 | Nicolas Mishu |               |                     |
| 20 ottobre | London Covered Court Championships 1919 Londra, Gran Bretagna Singolare - Doppio |                                              |               |               |                     |

### Novembre
| Settimana   | Torneo                                                                    | Vincitore                                 | Finalista                 | Semifinalisti | Eliminati ai quarti |
| ----------- | ------------------------------------------------------------------------- | ----------------------------------------- | ------------------------- | ------------- | ------------------- |
| Novembre    | Victorian Championships 1919 Melbourne, Australia Singolare - Doppio      | Gerald Patterson 6-4 3-6 6-0 6-3          | Norman Brookes            |               |                     |
| Novembre    | Victorian Championships 1919 Melbourne, Australia Singolare - Doppio      |                                           |                           |               |                     |
| 15 novembre | World Covered Court Championships 1919 Parigi, Francia Singolare - Doppio | André Gobert 6-3 6-3 6-4                  | Max Décugis               |               |                     |
| 15 novembre | World Covered Court Championships 1919 Parigi, Francia Singolare - Doppio | André Gobert William Laurentz 6-1 6-0 6-2 | Nicolae Mishu H. Portlock |               |                     |

### Dicembre
| Settimana   | Torneo                                                                    | Vincitore                                        | Finalista                 | Semifinalisti | Eliminati ai quarti |
| ----------- | ------------------------------------------------------------------------- | ------------------------------------------------ | ------------------------- | ------------- | ------------------- |
| Dicembre    | Coupe de Noel 1919 Parigi, Francia Singolare - Doppio                     | Max Décugis                                      | non conosciuta (bandiera) |               |                     |
| Dicembre    | Coupe de Noel 1919 Parigi, Francia Singolare - Doppio                     |                                                  |                           |               |                     |
| Dicembre    | New Zealand Championships 1919 Auckland, Nuova Zelanda Singolare - Doppio | Geoffrey Morton Ollivier 6-2, 1-6, 6-0, 7-5      | John T. Laurenson         |               |                     |
| Dicembre    | New Zealand Championships 1919 Auckland, Nuova Zelanda Singolare - Doppio | Geoffrey Morton Ollivier Francis Sturmer Wilding |                           |               |                     |
| 13 dicembre | New South Wales Championships 1919 Sydney, Australia Singolare - Doppio   | James O. Anderson 9-7, 2-6, 7-5, 6-1             | R. O'Neill                |               |                     |
| 13 dicembre | New South Wales Championships 1919 Sydney, Australia Singolare - Doppio   |                                                  |                           |               |                     |

## Senza data
| Settimana  | Torneo                                                   | Vincitore     | Finalista                 | Semifinalisti | Eliminati ai quarti |
| ---------- | -------------------------------------------------------- | ------------- | ------------------------- | ------------- | ------------------- |
| Senza data | Torneo di La Jolla 1919 La Jolla, USA Singolare - Doppio | George Pooley | non conosciuta (bandiera) |               |                     |
| Senza data | Torneo di La Jolla 1919 La Jolla, USA Singolare - Doppio |               |                           |               |                     |